# Fi Persei
Fi Persei(φ Persei, förkortat Fi Per, φ Per), som är stjärnans Bayer-beteckning, är en dubbelstjärna i den nordvästra delen av stjärnbilden Perseus. Den har en genomsnittlig skenbar magnitud 4,06 och är synlig för blotta ögat där ljusföroreningar ej förekommer. Baserat på parallaxmätningar i Hipparcos-uppdraget på 4,5 mas beräknas den befinna sig på ca 720 ljusårs (220 parsek) avstånd från solen.

## Nomenklatur
Flamsteed följde Ptolemy med att behandla Fi Persei som ingående i Andromeda och gav den beteckningen 54 Andromedae. Den är isolerad från huvudstjärnorna i Perseus, men ligger inom stjärnbildens formella gränser.

## Egenskaper
Primärstjärnan Fi Persei A en blå stjärna av spektralklass B1.5 V:e-shell. Stjärnan har en massa som är ca 10 gånger solens massa och en radie som är ca 5,5 gånger solens radie. Den avger från dess fotosfär ca 41 800 gånger mera energi än solen vid en effektiv temperatur på 32 100 K.
Fi Persei är en eruptiv variabel av Gamma Cassiopeiae-typ. Den har en skenbar magnitud som varierar 3,96-4,11 med en period av 19,5 dygn.